# Ragaciems
Ragaciems är en ort i Lettland.   Den ligger i kommunen Engures Novads, i den västra delen av landet, 40 km väster om huvudstaden Riga. Ragaciems ligger 3 meter över havet och antalet invånare är 670.
Terrängen runt Ragaciems är mycket platt. Havet är nära Ragaciems åt nordost. Runt Ragaciems är det tätbefolkat, med 427 invånare per kvadratkilometer. Närmaste större samhälle är Jūrmala, 17,7 km öster om Ragaciems. I omgivningarna runt Ragaciems växer i huvudsak blandskog.